# Force Publique-muiterijen (1960)
Tijdens de Force Publique-muiterijen op 5 juli 1960 kwamen soldaten van de Force Publique in Leopoldstad en Thysstad in opstand tegen hun blanke officieren. Deze opstand verspreidde zich snel door Centraal-Kongo en veroorzaakte chaos in het hele land. Dit markeerde het begin van de Congocrisis.

## Achtergrond

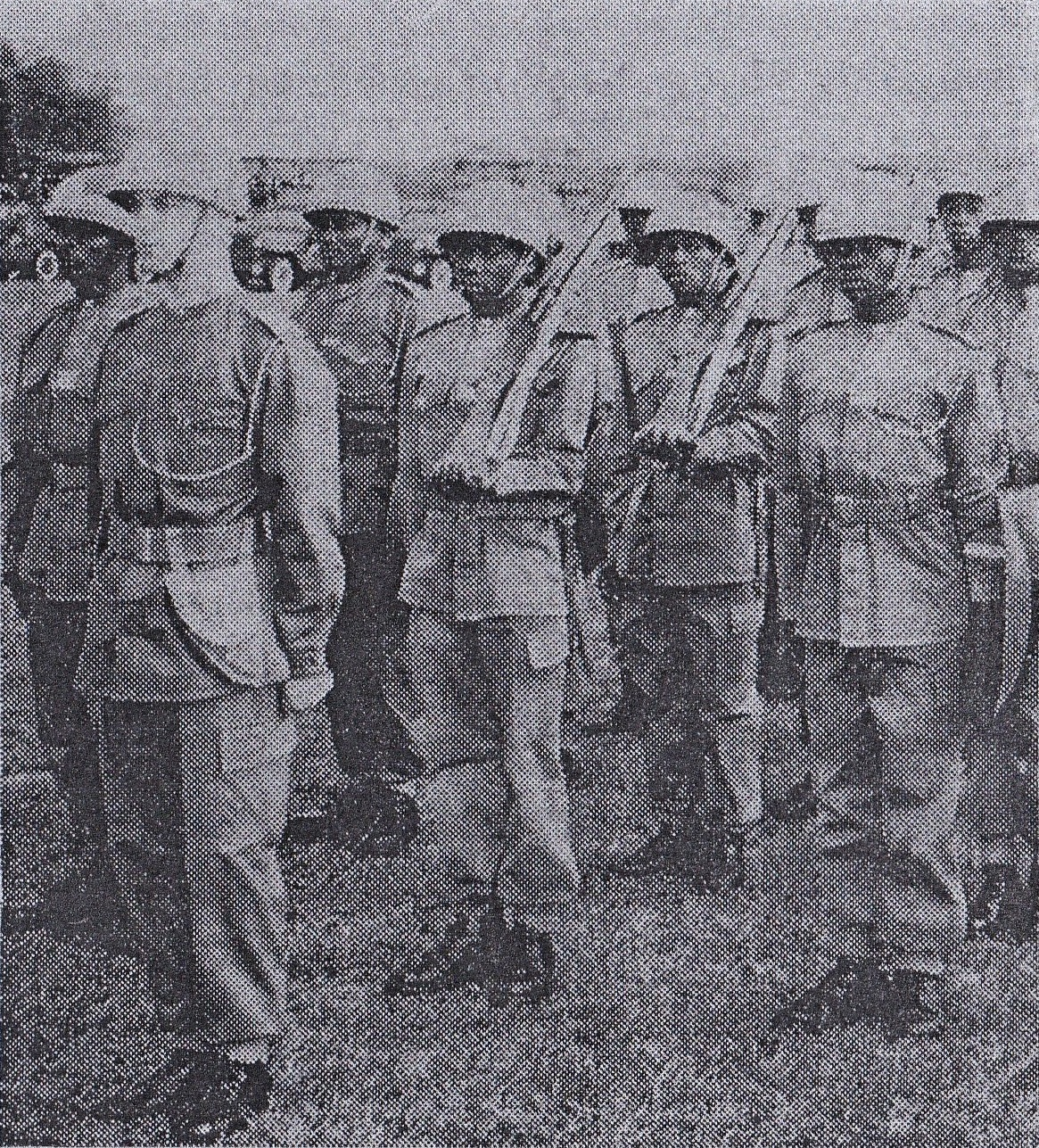
Gendarmerie in Leopoldstad, 1959. In tegenstelling tot de rest van de Force Publique bleef de gendarmerie tijdens de muiterij grotendeels loyaal.

De Force Publique werd lange tijd gekenmerkt door raciale segregatie. Met uitzondering van 10 adjudanten die kort voor de onafhankelijkheid werden benoemd, slaagde geen enkele zwarte soldaat erin om boven de rang van sergeant uit te stijgen. Velen hoopten dat de onafhankelijkheid zou leiden tot onmiddellijke promoties, maar waren teleurgesteld door de trage hervormingen van premier Patrice Lumumba. De soldaten vonden dat de nieuwe Congolese politieke klasse, met name ministers in de nieuwe regering, zichzelf verrijkten zonder de situatie van de troepen te verbeteren. Er was ontevredenheid over Lumumba's benoeming van een impopulaire kolonel, van Hoorebeke, bovendien waren soldaten uit de Evenaarsprovincie en Zuid-Kasai ontstemd dat Jean Bolikango en Albert Kalonji niet waren opgenomen in de nieuwe regering. Veel soldaten waren ook vermoeid door het handhaven van de orde tijdens de verkiezingen en het deelnemen aan de vieringen rond de onafhankelijkheid.
Op 27 juni installeerde de regering Lumumba een commissie om een Verdrag van Vriendschap, Bijstand en Samenwerking op te stellen dat met België zou worden gesloten. Hierin werd bepaald dat Belgische ambtenaren in Congo en Belgische officieren van de Force Publique op hun posten zouden blijven en compensatie zouden ontvangen van de Belgische regering. Bovendien werd toegestaan dat Belgische troepen van het vasteland de bases van Kitona en Kamina zouden blijven bezetten, in afwachting van een ander akkoord voor de overdracht van deze installaties aan de Congolese regering. De tekst van het verdrag werd snel voltooid en op 29 juni ondertekend door de Belgische premier Gaston Eyskens, de Belgische minister van Buitenlandse Zaken Pierre Wigny, Patrice Lumumba en de Congolese minister van Buitenlandse Zaken Justin Bomboko.
De Onafhankelijkheidsdag, 30 juni 1960, die op een donderdag plaatsvond, werd gevolgd door een uitgebreid weekend van festiviteiten, die over het hele land in een relatief rustige sfeer verliepen. Niettemin waren er in de hoofdstad Leopoldstad sporadische gewelddadige confrontaties tussen facties die ontevreden waren over de uitkomst van de presidentsverkiezingen. Op de ochtend van 4 juli begonnen arbeiders in Coquilhatstad, de hoofdstad van de Evenaarsprovincie, met staken. De Force Publique werd gemobiliseerd en opende het vuur op de menigte, hierbij kwamen negen mensen om het leven. Deze gewelddadige reactie om de staking te onderdrukken markeerde de laatste officiële actie van de Force Publique voordat de muiterij begon. Op dezelfde dag kwam het kabinet van Lumumba bijeen om de hervorming van de nationale instellingen te bespreken. Daarbij besloten ze een commissie in te stellen die de herstructurering van het leger zou onderzoeken, met speciale aandacht voor de eliminatie van raciale segregatie.
Ondertussen, bij Kamp Léopold II, het belangrijkste militaire complex in Leopoldstad, merkten officieren een hoge mate van opwinding op onder de Congolese troepen. Een onderofficier begon zijn medesoldaten te vertellen dat ze sinds de Congo onafhankelijk was, niet verplicht waren om de bevelen van de Belgen op te volgen. Om 17:00 uur arriveerde generaal Émile Janssens, opperbevelhebber van de Force Publique, en degradeerde hem persoonlijk. Drie ongedisciplineerde soldaten werden in een cel geplaatst, hoewel twee voorlopig werden vrijgelaten aan staatssecretaris voor Nationale Defensie Albert Nyembo, die op de hoogte werd gesteld van het incident. 's Avonds hoorde Janssens op de radio-uitzending van de intentie van de regering om een commissie op te richten om het leger te reorganiseren. Hij was verontwaardigd dat hij niet was geraadpleegd.

## De muiterij

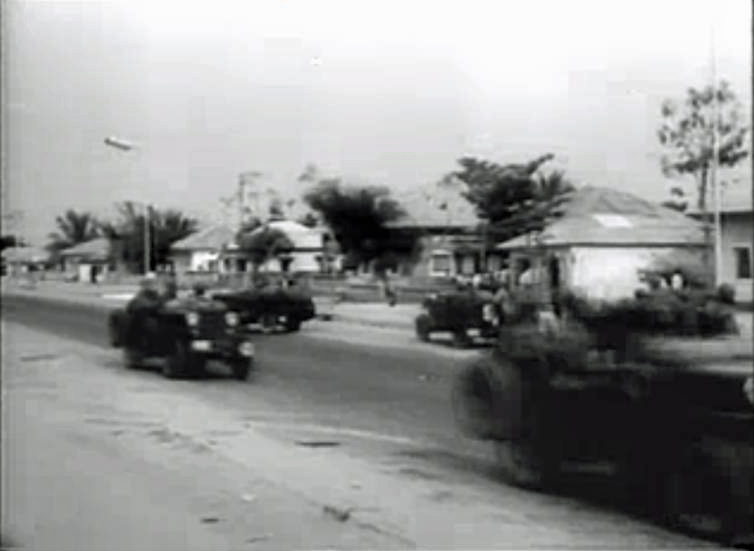
Force Publique-troepen in de straten van Leopoldstad tijdens de muiterij

Op de ochtend van 5 juli riep generaal Janssens alle troepen op die dienst hadden in Kamp Léopold II, vanwege toenemende onrust onder de Congolese soldaten. Hij eiste dat het leger zijn discipline zou handhaven en benadrukte dit door "voor onafhankelijkheid = na onafhankelijkheid" op een schoolbord te schrijven. Die avond plunderden de Congolezen de kantine uit protest tegen Janssens. Hij alarmeerde de reservegarnizoen van Camp Hardy in Thysstad. De officieren probeerden een konvooi te organiseren om naar Kamp Léopold II te sturen om de orde te herstellen, maar ook daar begonnen soldaten te muiten en namen het wapenarsenaal in beslag. Dit markeerde het begin van de Congocrisis, die de periode van de Lumumba-regering zou domineren.
De volgende ochtend reden enkele groepen soldaten van Thysstad naar Inkisi, Madimba en Mbanza-Boma, waarbij ze de muiterij verspreidden en twee vrouwen verkrachtten. Ondertussen finaliseerde Janssens plannen om Camp Hardy aan te vallen en had hij de commandant van de Belgische troepen uit het moederland in Congo gealarmeerd. De regering trok zijn bevel echter in en stuurde in plaats daarvan Mobutu, Charles Kisolokele en de vicepresident van de provincie Leopoldstad om te onderhandelen met de muiters. Ze slaagden erin de gevangen Europeanen vrij te laten en begonnen hen naar de hoofdstad te evacueren. Boze groepen soldaten zwierven door de hoofdstad, en Lumumba onderbrak een kabinetsvergadering in zijn huis om een groep uit te nodigen hun grieven te delen. In een poging om de muitende troepen te kalmeren, ontsloeg hij Janssens en bevorderde hij elke soldaat met één rang. Hij ontsloeg ook de Belgische officier die verantwoordelijk was voor de Sûreté en dwong hem in ballingschap, wat resulteerde in een ineenstorting van de organisatie. In Leopoldstad waren verschillende Congolese soldaten ervan overtuigd geraakt dat Lumumba Sovjettroepen naar het land had gebracht om de Force Publique te ontwapenen. Boos hierover bestormden ze de hotelkamers van de Sovjetdelegatie (die aanwezig was voor de onafhankelijkheidsviering). Na het horen van wat er was gebeurd, gaf Lumumba Bomboko de opdracht om de verantwoordelijkheid te nemen voor de veiligheid van alle buitenlandse delegaties die aanwezig waren in Congo en ervoor te zorgen dat de Sovjets het land veilig konden verlaten. Bomboko beval minister-gezant bij de Verenigde Naties Thomas Kanza om de delegatie naar de luchthaven N'djili te begeleiden, waar ze erin slaagden de Congolese soldaten ervan te overtuigen de Sovjets in vrede te laten vertrekken.
Op 7 juli begonnen formele onderhandelingen tussen de muiters en de regering over de herorganisatie van het leger. Een delegatie van Congolese soldaten ontmoette Lumumba om onmiddellijke loonsverhogingen, promoties en het ontslag van hun blanke officieren te eisen. De regering werd nog bezorgder over de situatie toen een ministeriële auto werd bekogeld. Hoewel de situatie in de hoofdstad relatief rustig was, groeide de angst onder de Europese gemeenschap, die begon zich te bewapenen met wapens uit illegale voorraden. Belgische burgers begonnen doorgang te zoeken naar Frans-Congo of namen hun toevlucht in de Belgische ambassade om repatriëring af te wachten. Bomboko en minister-resident in België Albert Delvaux besteedden veel van hun tijd aan het helpen van hen. De provinciale presidenten, die naar de hoofdstad waren geroepen, ontmoetten de Raad van Ministers om de binnenlandse veiligheid te bespreken in het kader van de muiterij.

## Reactie van de regering
Het staatshoofd en alle leden van de regering doen een plechtig beroep op de hele bevolking, op alle soldaten en politieagenten, om de orde te herstellen en weer aan het werk te gaan. De nodige regelingen worden getroffen om de veiligheid en bescherming van mensen en eigendommen te waarborgen.

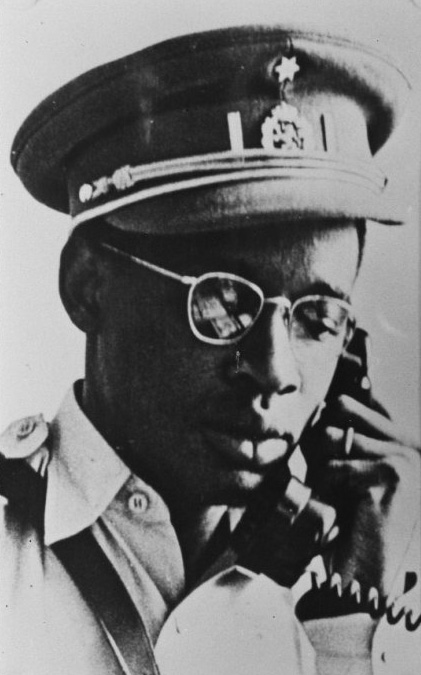
Joseph-Désiré Mobutu, benoemd tot stafchef van de Armée nationale congolaise

Op 8 juli kwam de volledige Ministerraad in een buitengewone sessie bijeen onder leiding van Kasavubu op Kamp Léopold II in Leopoldstad, met als doel de Afrikanisering van de garnizoenen aan te pakken. Tegen die tijd had de ernst van de muiterij de ministers ervan overtuigd dat drastische hervormingen noodzakelijk waren om de discipline van het leger te handhaven. De soldaten op wacht hielden hen tegen totdat ze hun actieplan hadden bepaald. Eerst werden de grieven van de soldatenafvaardigingen aangehoord, waarbij bleek dat hun ontevredenheid voortkwam uit het feit dat de leiding van het leger geheel blank was, ondanks de onafhankelijkheid van België. Nadat toestemming was gegeven voor de verkiezing van een nieuwe commandant voor de garnizoensplaats, werd er gedebatteerd over wie geschikt zou zijn als legerchef. De twee belangrijkste kandidaten waren Maurice Mpolo en Mobutu. Hoewel Mpolo enige invloed had op de muitende troepen, vreesden Kasavubu en de Bakongo-ministers dat hij een staatsgreep zou plegen als hij de macht kreeg. Mobutu werd gezien als kalmer en bedachtzamer.
Lumumba waardeerde Mpolo's moed, maar gaf de voorkeur aan de voorzichtigheid van Mobutu. Het kabinet begon zich op te splitsen naar wie zij het liefst als stafchef wilden zien. Lumumba probeerde beide mannen in zijn regering te houden en wilde voorkomen dat hij een van hun kampen van supporters zou irriteren. Tijdens een pauze besprak hij met Thomas Kanza of zijn vader, Daniel Kanza, een optimale stafchef zou kunnen zijn. Lumumba bracht dit idee ter sprake bij de heropening van de vergadering, waarop Kasavubu het in stilte ontving, en Bomboko, Jacques Lumbala en Delvaux drongen aan op de benoeming van Mobutu als stafchef. Uiteindelijk kreeg Mobutu de rol, met de rang van kolonel. Besloten werd dat de Minister van Defensie een Congolese sergeant-majoor zou benoemen als nieuwe opperbevelhebber van het leger met de rang van generaal. Lumumba koos Victor Lundula voor deze functie. Er werd tevens een staatscommissie opgericht voor het leger, die officieel werd hernoemd tot de Armée nationale congolaise (ANC) en onder leiding kwam van een Congolese officier. Daarnaast werd besloten dat de president ex officio de opperbevelhebber van het leger zou zijn, met de premier en de minister van Defensie die het leger zouden controleren binnen een structuur goedgekeurd door het parlement. Alle legeronderdelen zouden onder het commando van Congolese officieren komen te staan. Er zouden delegaties worden uitgezonden om deze hervormingen door te voeren. Alle Belgische officieren die "bereid waren om de Congo loyaal te dienen" zouden behouden blijven en de veiligheid van hun inkomen, families en eigendommen gegarandeerd worden, zodat ze als adviseurs konden dienen voor hun opvolgers.
De ministers besloten om hun beslissingen zo snel mogelijk openbaar te maken. Direct nadat de Raad was gesloten, werd de garnizoensplaats van Kamp Léopold II opgeroepen naar het barakkenplein. Lumumba, handelend in zijn hoedanigheid als minister van Defensie, kondigde de acties aan die de regering nam om de grieven van het leger aan te pakken. Een communiqué werd door het secretariaat van de Ministerraad verspreid naar de pers en de radio, waarin de beslissingen van de regering werden samengevat. De Congolese soldaten waren tevreden met deze maatregelen en de spanningen namen af. Desalniettemin bleven Europese burgers proberen het land te ontvluchten.
Op 9 juli verlieten de regeringsdelegaties de hoofdstad om het Afrikaniseringsproces van het Congolese leger te overzien. Mobutu reisde naar de Evenaarsprovincie en terwijl hij daar was, trad Mpolo op als stafchef. Kasavubu en Lumumba gingen rechtstreeks naar Matadi, waar de spanningen snel verslechterden. Vanaf dat moment werkten de twee nauw samen en namen ze samen de meeste belangrijke beslissingen. Na het benoemen van een nieuwe garnizoenscommandant, het toezicht houden op de verkiezing van andere officieren en het veiligstellen van de vrijlating van gevangen Europeanen, verlieten ze de stad om andere eenheden in Centraal-Kongo te inspecteren. Europese officieren droegen zonder incidenten de controle over aan de Congolezen in Kivu en Orientale, maar de militaire situatie in Zuid-Kasaï en Katanga bleef gespannen en werd gekenmerkt door grof geweld. De beslissing van de regering om het leger te Afrikaniseren zorgde voor onrust onder de burgerbevolking van de laatstgenoemde provincie, die vreesde dat een dergelijke hervorming zou leiden tot het instorten van de binnenlandse veiligheid. De provinciale regering weigerde de Afrikanisering te ondersteunen en deed rechtstreeks een beroep op België om in te grijpen om de situatie op te lossen. De troepen kwamen daarop in opstand, zowel in een poging om hun officieren te verjagen als om ervoor te zorgen dat de provinciale regering van Katanga geen afscheiding kon bewerkstelligen.

## Belgische interventie
Namens de regering van onze Republiek betreur ik de ontoelaatbare acties die sommige soldaten hebben uitgevoerd tegen Europeanen die in deze provincie wonen. Onze Minister van Justitie, de heer Mwamba, heeft vandaag formele instructies gegeven aan de procureur des Konings om onmiddellijk een gerechtelijk onderzoek in te stellen naar alle schuldigen.
Belgische grootstedelijke troepen in Congo (het commandement supérieur des force métropolitaines, Cometro), onder bevel van generaal-majoor Roger A. Gheysen, werden paraat gesteld na het ontslag van Janssens. In Brussel zorgde het nieuws over conflicten en misbruik tegen Europeanen voor publieke druk op de Belgische regering om actie te ondernemen. Walter Ganshof van der Meersch en August de Schryver werden naar Leopoldstad gestuurd met een ultimatum voor Lumumba: er kon een formeel verzoek om Belgische militaire hulp worden ingediend, of de grootstedelijke troepen zouden op eigen initiatief optreden om de Belgische burgers te beschermen. De Belgische ambassadeur, Jean van den Bosch, drong er bij zijn regering op aan dit laatste koste wat het kost te vermijden. Omdat Lumumba niet in de hoofdstad was, hadden Ganshof en de Schryver een ontmoeting met andere ministers in een poging hen ervan te overtuigen in te stemmen met een militaire interventie. De discussies gingen tot laat in de avond door en hoewel sommige leden van het kabinet ontvankelijk leken, was vice-premier Gizenga hardnekkig tegen een dergelijke actie en weigerde uiteindelijk in te stemmen. De Belgische troepen op de Kamina-basis kregen van de ene op de andere dag verschillende bevelen om in te grijpen, maar de regering herriep herhaaldelijk. Lumumba en Kasavubu werden op de hoogte gebracht van de geplande interventie en hoewel ze aanvankelijk ontvankelijk waren voor het idee, waren ze verontrust dat de Belgische regering geen garanties zou geven met betrekking tot het respect voor de Congolese soevereiniteit en vroegen ze vervolgens dat alle Belgische troepen van Congolese bodem zouden worden teruggetrokken.
Hoe dan ook, het besluit van de Belgen om in te grijpen kreeg uiteindelijk de overhand en op 10 juli om 06:00 uur vlogen grootstedelijke troepen uit Kamina naar Elisabethstad, de hoofdstad van de Katanga, en bezetten de plaatselijke luchthaven. Later die ochtend ontmoette Bomboko vluchtende Belgen op de luchthaven van N'djili. Terwijl hij daar was, verklaarde hij dat de Belgische interventie op zijn verzoek was uitgevoerd, hoewel dit hoogstwaarschijnlijk niet waar was en waarschijnlijk alleen maar werd gezegd dat het de spanningen zou verlichten. In de middag keerden Lumumba en Kasavubu terug naar de hoofdstad nadat ze met succes de onrust in Centraal-Kongo hadden onderdrukt en ervan overtuigd waren dat onderhandelingen de situatie konden oplossen. Later besloten ze de Verenigde Naties om hulp te vragen bij de herstructurering van de Force Publique. De ministers van het kabinet hadden een ontmoeting met VN-vertegenwoordiger Ralph Bunche om te bespreken welke technische bijstand de VN aan de Congolese regering zouden kunnen bieden. Bunche bracht Hammarskjöld kort daarna op de hoogte van het voorgenomen verzoek van de Congolese regering. Tegen de avond had Lumumba vernomen van de Belgische interventie in Elisabethstad. Hij was woedend dat de Belgen in strijd met het Vriendschapsverdrag hadden gehandeld en reageerde via de radio.
Tegelijkertijd lanceerde België een tweede interventie in Luluabourg. Op 11 juli vlogen Lumumba en Kasavubu naar de stad. Na toezicht te hebben gehouden op de verkiezing van nieuwe officieren voor het garnizoen, sloot Lumumba zich aan bij Kasavubu en maande hij de Europeanen aan om te blijven. De meesten weigerden dit te doen tenzij ze de bescherming genoten van de Belgische troepen. Na langdurige onderhandelingen stemde Lumumba in met de voorwaarde en deelde aan de Belgische consul-generaal mee dat de troepenmacht twee maanden in de provincie Kasaï kon blijven. Terug in Leopoldstad bleven Ganshof en de Schryver de ministers ontmoeten in de hoop een wederzijdse veiligheidsgarantie voor zowel Europeanen als Afrikanen tot stand te brengen. Vervolgens kwamen om onduidelijke redenen Belgische eenheden tussenbeide in Matadi. Er braken gevechten uit en twaalf Congolezen werden gedood. Het nieuws over het conflict (samen met overdreven berichten over slachtoffers) verspreidde zich naar andere legerkampen in het hele land, wat resulteerde in een golf van hernieuwde muiterijen en anti-Belgische vijandigheid.
Tussen 10 en 18 juli kwamen Belgische troepen 28 keer tussenbeide in Congolese plaatsen. Met uitzondering van de toestemming van Luluabourg hebben de Belgische troepen nooit gehandeld met toestemming van de regering. België stuurde ook de marine Task Group 218.2, onder leiding van kapitein de vaisseau Petitjean, bestaande uit negen schepen: het troepentransportschip A957 Kamina, de Algerijnse klasse F901 Lecointe, F903 Dufour, F904 De Brouwer en F905 Demoor, en de vedettes Semois, Rupel, Dender en Ourthe. De orde werd uiteindelijk grotendeels hersteld door de inzet van de gendarmerie, een hanteerbaarder en betrouwbaarder instituut dan het leger.

## Nasleep en gevolgen
De muiterij van de Force Publique vergrootte de impopulariteit van het leger en kostte de regering een aanzienlijke hoeveelheid steun op het platteland. De onzekerheid die ze veroorzaakten belemmerde ook de economische productie en de distributie van goederen en leidde de leiding af van het aanpakken van andere problemen waarmee de regering te maken kreeg.

De opstand was de eerste van vele legermuiterijen die in de jaren zestig in de nieuwe Afrikaanse staten plaatsvonden. In Congo zelf zou kolonel Mobutu later in 1960 via een staatsgreep de macht grijpen, waarbij het College van Commissarissen-Generaal werd opgericht, dat de regering in 1960-61 onder zijn gezag leidde. Vijf jaar later greep Mobutu voor de tweede keer de macht, waarbij eerst een quasi-militaire maar daarna een burgerregering werd ingevoerd. Zijn bewind duurde tot 1997.